# امیر شهیم
امیر شهیم (زادهٔ ۲۷ شهریور ۱۳۸۲) بازیکن فوتبال اهل ایران است که در پست مهاجم برای باشگاه فوتبال گل‌گهر سیرجان در لیگ برتر خلیج فارس بازی می‌کند. او سابقه حضور در تیم ملی فوتبال زیر ۲۳ ساله‌های ایران را دارد.